# Kirche von Udby

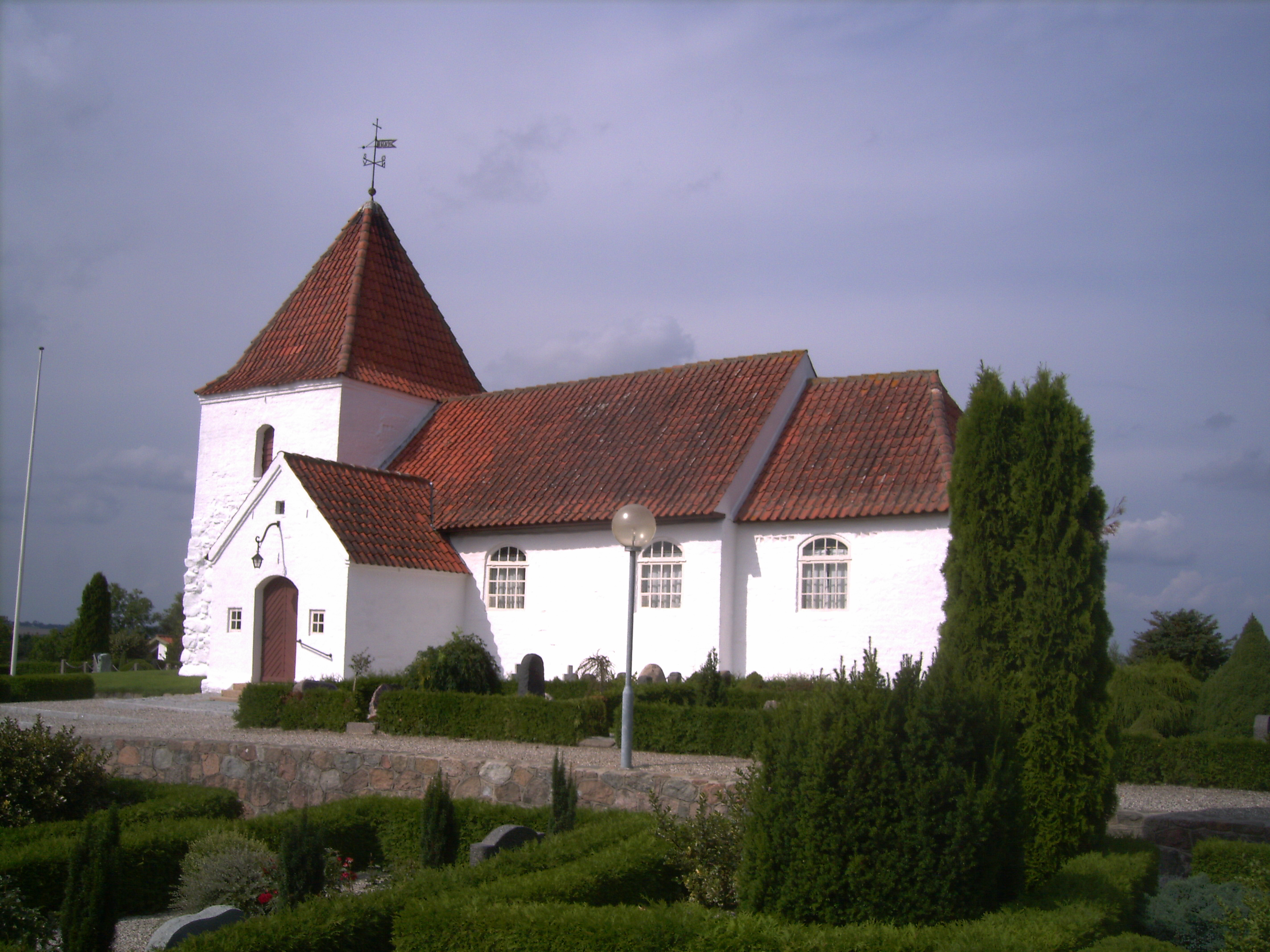
Kirche von Udby

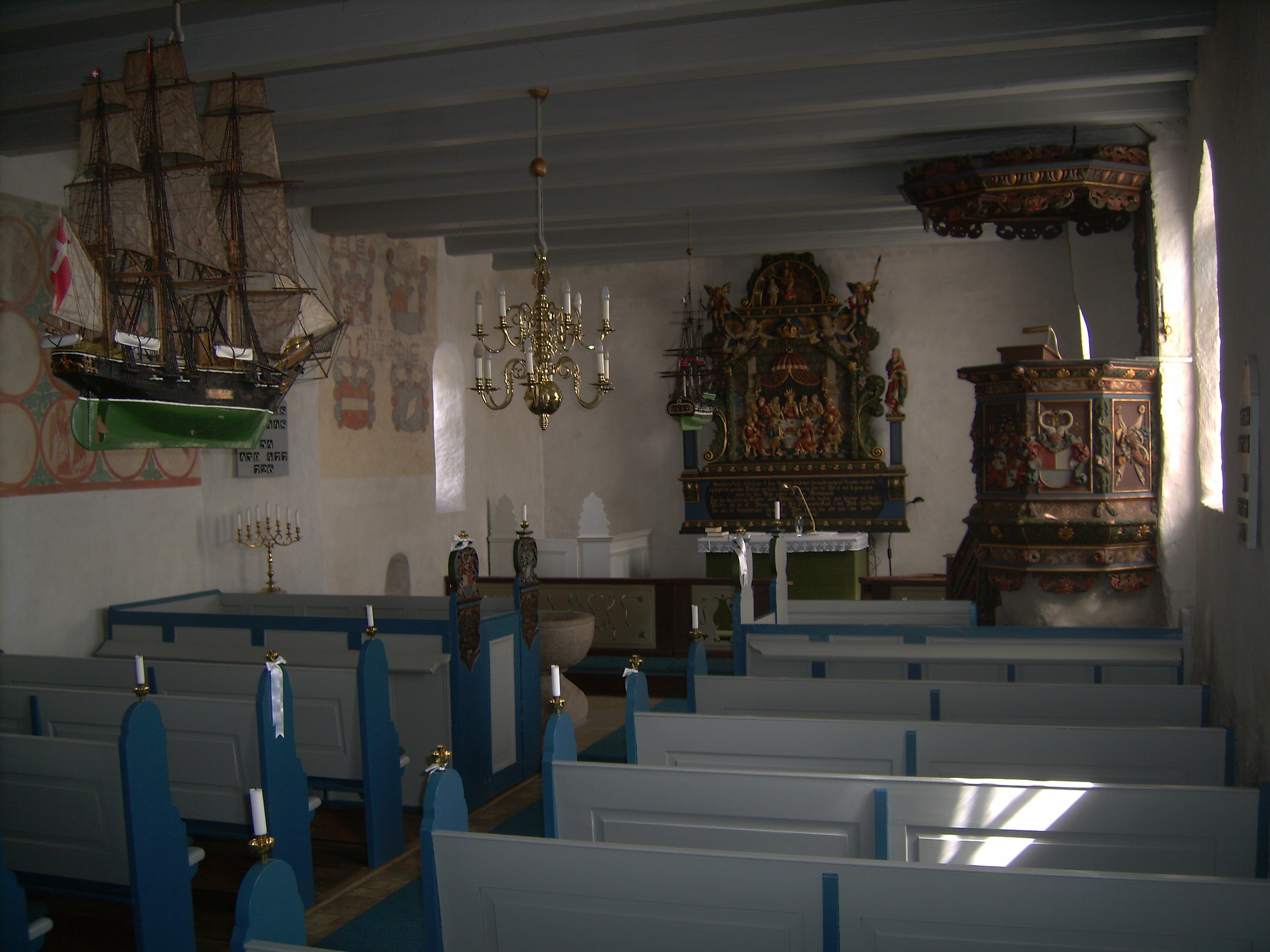
Kirche von Udby

Die Kirche von Udby liegt in der ehemaligen Kommune Rougsø (heute Teil der Norddjurs Kommune), nahe dem Randers Fjord im nördlichsten Teil der Halbinsel Djursland, das den östlichen Teil von Jütland in Dänemark bildet. 
Die kleine, weißgetünchte Kirche von Udby hat, wie viele in der Region einen Bezug zu den Adelsfamilien Skeel und Rosenkranz. Ihre Herrschaftsstühle tragen die Jahreszahl 1688 und die Wappen der Geschlechter. Im Kirchenschiff sind einige wertvolle, durch Blattranken miteinander verbundene Kalkmalereien als Medaillons aus der Zeit um 1300 erhalten. Ihre Motive stammen aus der Schöpfungsgeschichte. Die Altartafel und die Kanzel stammen aus dem Jahr 1682, der Taufstein von etwa 1500.

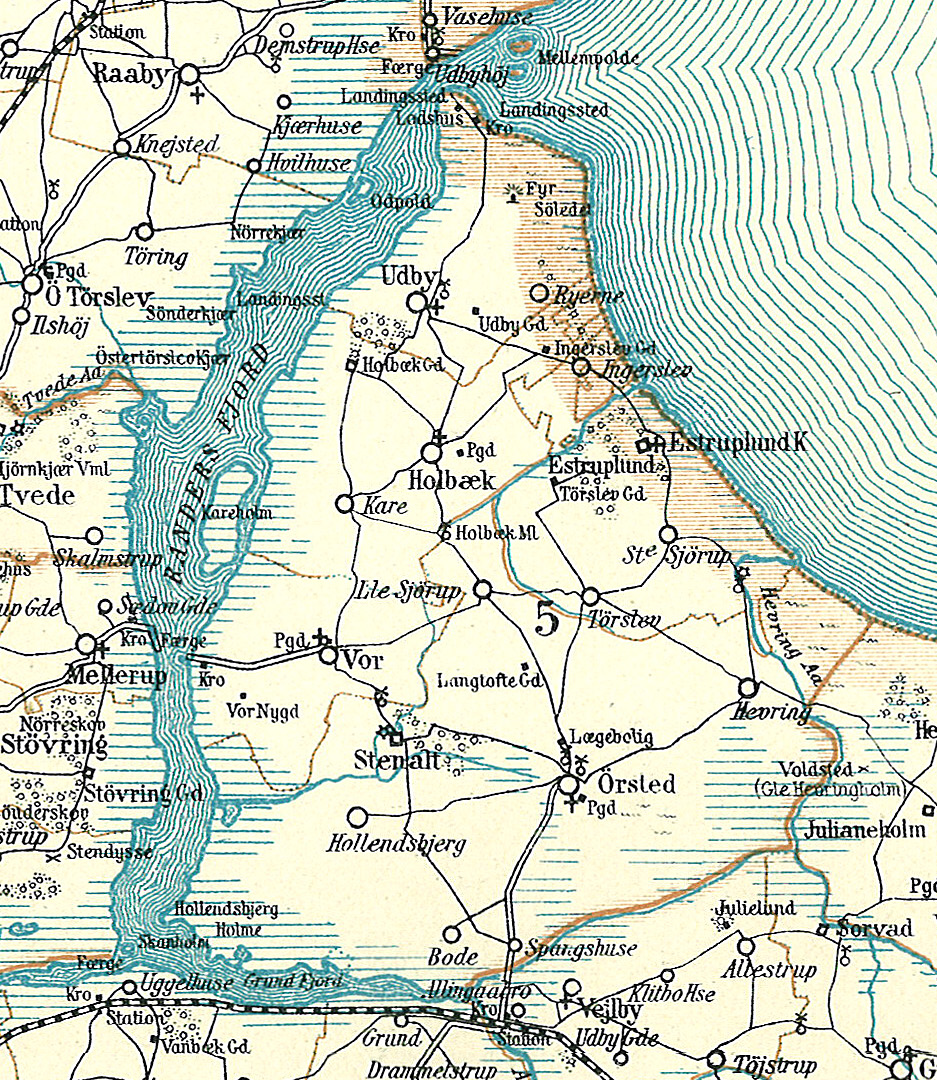
Karte

In der Nähe des Altars hängt ein Schiffsmodell. Es ist wie eine Fregatte getakelt, dem Typ nach jedoch eine Korvette. Man fand das Schiff am Strand von Udbyhøj. Es wurde an Land gespült und stammt vermutlich von einem verschollenen französischen Schiff.
In dem niedrigen Turm der Landkirche befindet sich eine vom Boden aus geläutete Glocke aus dem Jahr 1474.